# Wladimir Wassiljewitsch Stassow

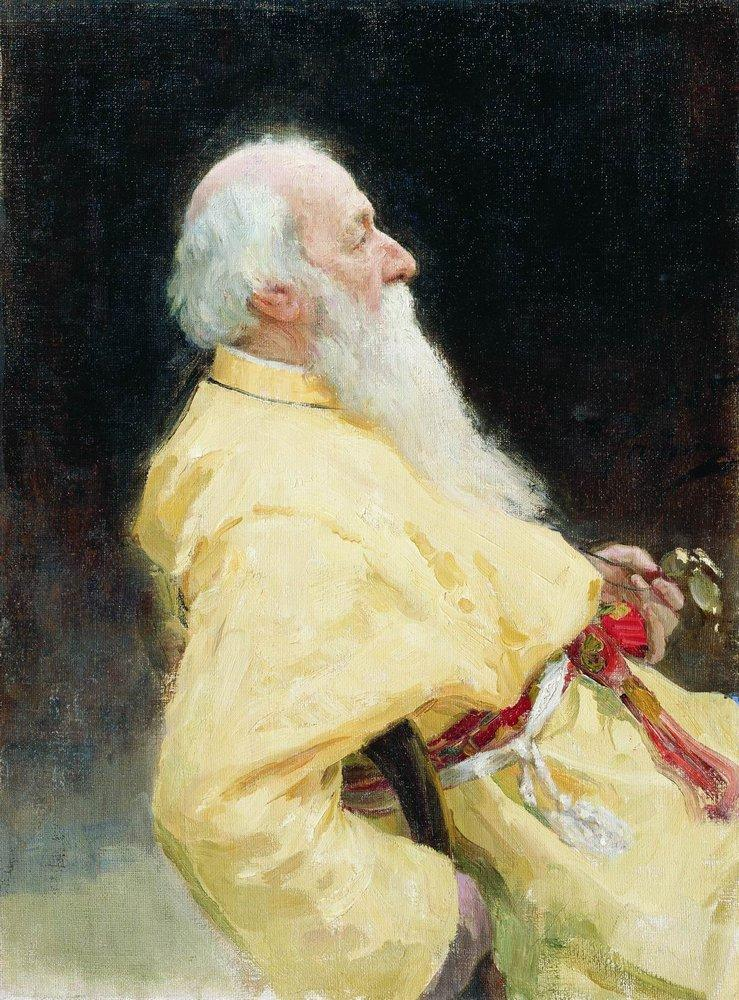
Wladimir Stassow (Ölgemälde von Ilja Jefimowitsch Repin, 1905)

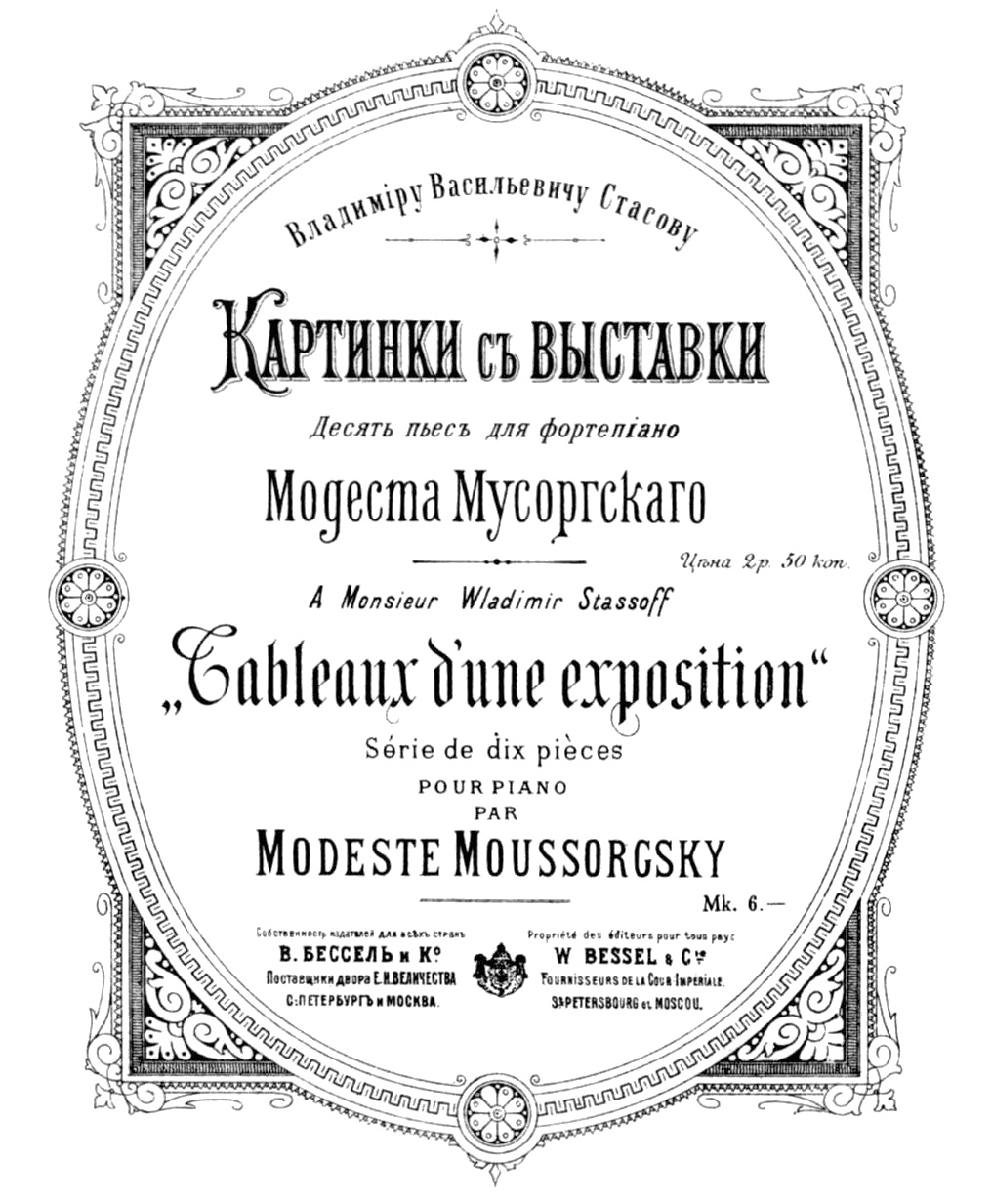
Deckblatt der ersten Ausgabe (1886) des Klavierzyklus Bilder einer Ausstellung von Mussorgski mit der Widmung an Stassow

Wladimir Wassiljewitsch Stassow (russisch Владимир Васильевич Стасов, wiss. Transliteration Vladimir Vasil'evič Stasov; * 2.jul. / 14. Januar 1824greg. in Sankt Petersburg; † 10.jul. / 23. Oktober 1906greg. in Sankt Petersburg), Sohn des russischen Architekten Wassili Petrowitsch Stassow (1769–1848), war der vermutlich einflussreichste russische Kunstkritiker seiner Epoche.

## Leben
1843 legte Stassow das Examen in Rechtswissenschaft ab. 1859 wurde er in die Russische Akademie der Künste aufgenommen.
Stassow war ein engagierter Förderer der Peredwischniki-Bewegung in den bildenden Künsten und diente als Berater der russischen Komponistengruppe der Fünf. Seine Briefwechsel gelten als wichtige Quellen für das damalige russische Kulturleben. Aufsehen erregte u. a. Stassows kontroverse Diskussion mit dem Musikkritiker Alexander Serow über die Opern von Michail Glinka. 1900 wurde er Ehrenmitglied der Russischen Akademie der Wissenschaften in St. Petersburg.
Sein jüngerer Bruder Dmitri Wassiljewitsch Stassow (1828–1918) war ein bekannter Rechtsanwalt, der an der Gründung der Russischen Gesellschaft für Musik beteiligt war.

## Werke
- Libretto zu Chowanschtschina. Musikalisches Volksdrama (Oper). Musik (1873–1880; Fragment): Modest Mussorgski. – Bearbeitung von Nikolai Rimski-Korsakow (1883). UA 1886. Neufassung von Igor Strawinski und Maurice Ravel. UA 1913. – Neue Bearbeitung von Dmitri Schostakowitsch (1959). UA 1960